# أنور الفيتوري
 أنور أبو بكر الفيتوري  (1964 بنغازي - ) هو مهندس اتصالات وسياسي ليبي، سمّاه عبد الرحيم الكيب وزيراً للاتصالات والمعلوماتية في الحكومة الانتقالية (التي تتبع المجلس الوطني الانتقالي).
حاليا يشغل منصب سفير ليبييا في دولة ماليزيا.

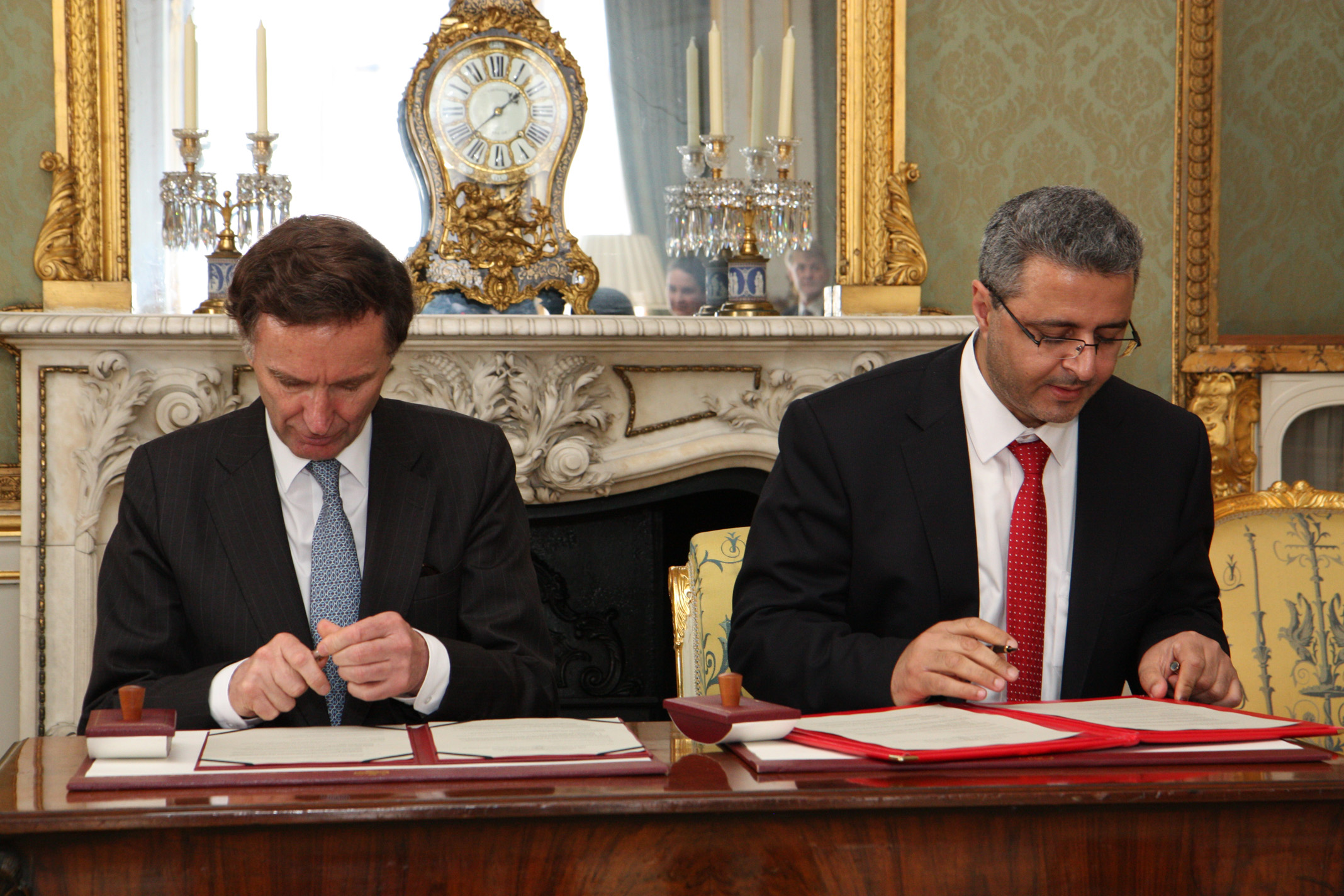
التوقيع على مذكرة تفاهم مع بريطانيا

## المؤهــلات العلمية
جامعة بنغازي ليبيا (بكالوريوس)
(شعبة الإلكترونات والاتصالات)
جامعة واترلو كندا (ماجستير)
جامعة بريتيش كولومبيا كندا (دكتوراه)

## الخـبرة العمـلية
ما يزيد عن عشرين سنة خبرة عملية في مجال الاتصالات بما فيها العمل في شركات اتصالات وجامعات عالمية.
تنوع الخبرة من حيث العمل في المجال الهندسي والتجاري والتخطيط الإستراتيجي.
خبرة متنوعة في مجال الاتصالات النقالة والثابتة وكذلك خدمات الإنترنت.
المشاركة في العديد من المؤتمرات الدولية المتعلقة بالإتصالات وتقنية المعلومات.

## المناصب الوظيفية السـابقـة
شركة الإمارات للإتصالات – اتصالات جمهورية مصر العربية.
•مدير أول للتخطيط الإستراتيجي للشبكة,
•مدير أول شبكات البيانات والإنترنت,
•مدير أول الشبكة الأساسية,
•مدير أول للخدمات المضافة,
•مدير التدريب والتطوير الفني
شركة الإمارات للإتصالات – اتصالات الإمارات العربية المتحدة
•مدير تطوير الخدمات بالشركة,
•مدير تطوير الأعمال
شركة موتورولا كندا
•مهندس أول في تصميم النظم والشبكات
باحث في جامعة برتش كولومبيا بكندا
باحث في جامعة واترلو بكندا
مهندس وأحد مؤسسي مركز المعلومات الصناعية في ليبيا

## الإصـدارات والمنشـورات
المشاركة بمجموعة بحوث وأوراق عمل في مجلاّت ومؤتمرات عالمية

## الجـوائـز وشهــادات التقدير
•جائزة الأداء المتميز لعامي 2005 و2007 مؤسسة الإمارات للاتصالات
•جائزة الإنجازات المتميزة لعام 2002 (Bravo Motorola)